# Robinson Checo
Robinson Pérez Checo (nacido el 9 de septiembre de 1971 en Santiago) es un ex lanzador dominicano que jugó en las Grandes Ligas de Béisbol desde 1997 hasta 1999. 
Un lanzador muy canjeado, Checo nunca fue capaz de aprovechar el potencial que mostró en las ligas menores. Jugó para al menos 13 equipos en cuatro países diferentes durante sus 12 años de carrera.
En 1989, Checo lanzó para la organización de los Angelinos de Anaheim en la Dominican Summer League. Después de eso, jugó en Japón en el sistema de ligas menores de Hiroshima Toyo Carp (1990-92) y con China Times Eagles, en la Liga de Béisbol Profesional China (1993-94), antes de regresar a Hiroshima en 1995. Esa temporada, se fue de 15-8 con 166 ponches y una efectividad de 2.74 y también se convirtió en el primer lanzador extranjero en lanzar una blanqueada en su primera aparición en la Central League, a los Hanshin Tigers. Declinó en 1996, yéndose de 4-1 con una efectividad de 4.80 en nueve juegos, pero estuvo a punto de lanzar un no-hitter contra los Hanshin con dos outs en la novena entrada.
Pacheco se unió a los Medias Rojas de Boston como agente libre antes de la temporada 1997 con un contrato de que demostró ser una de las más pobres decisiones del gerente general, Dan Duquette. Entre 1997 y 1998 jugó para cinco equipos diferentes afiliados a los Medias Rojas, incluyendo dos veces con los propios Medias Rojas, pero mostró muy pocos logros y era descrito habitualmente en la prensa de Boston como el "hombre misterioso". Su salida de esa organización apenas se notó. Un año más tarde, jugó para las organizaciones de ligas menores de Detroit, Anaheim y Los Angeles, apareciendo con los Dodgers al final de la temporada. En el 2000, terminó de 8-3 con una efectividad de 3.63 jugando para el equipo de Triple-A, Albuquerque Dukes, pero esta vez no tuvo otra oportunidad de extender su carrera en el béisbol.
En 16 partidos en Grandes Ligas, Checo registró un récord de 3-5 con 30 ponches y una efectividad de 7.61 en 32 innings. En nueve temporadas en las menores, se fue de 43-27 con 588 ponches y una efectividad de 3.78 en 109 apariciones.